# حرب النجوم : المقاومة (مسلسل تلفزيوني)
حرب النجوم: المقاومة هو مسلسل تلفزيوني أمريكي قادم من إنتاج لوكاس فيلم للرسوم المتحركة. المسلسل سيعرض لأول على قناة ديزني في 7 أكتوبر عام 2018, وفي وقت لاحق على ديزني إكس دي في الولايات المتحدة وفي جميع أنحاء العالم.

## الفكرة القائم عليها
تقع أحداث المسلسل بعد عقود من الأحداث في فيلم عودة الجيداي وستة أشهر قبل أحداث حرب النجوم: القوة تنهض,  المسلسل يلي أحدي طياري المقاومة الذي يتم تجنيده  للتجسس على التهديد المتزايد من  قوات المرتبة الأولى.

## الطاقم

### الرئيسية
- كريستوفر شون[3]  [4]
- بوبي موينيهان
- سوزي ماكغراث
- سكوت لورانس
- ميرنا فيلاسكو
- جوش Brener
- دونالد Faison
- جيم الطفح
- راشيل بوتيرا في دور الجنرال ليا اورجانا

الروبوت بي بي 8 سوف سيظهر أيضا.

## موعد البث
السلسلة ستعرض  لأول مرة في الولايات المتحدة على قناة ديزني في 7 أكتوبر عام 2018، مع ديزني إكس دي  في وقت لاحق في الولايات المتحدة وفي جميع أنحاء العالم.

## روابط خارجية
- حرب النجوم : المقاومة (مسلسل تلفزيوني) على موقع IMDb (الإنجليزية)
- حرب النجوم : المقاومة (مسلسل تلفزيوني) على موقع ميتاكريتيك (الإنجليزية)
- حرب النجوم : المقاومة (مسلسل تلفزيوني) على موقع روتن توميتوز (الإنجليزية)
- حرب النجوم : المقاومة (مسلسل تلفزيوني) على موقع كينوبويسك (الروسية)
- حرب النجوم : المقاومة (مسلسل تلفزيوني) على موقع ألو سيني (الفرنسية)
- حرب النجوم : المقاومة (مسلسل تلفزيوني) على موقع قاعدة بيانات الفيلم (الإنجليزية)